# ʿAbd al-ʿAzīz ibn Marwān
ʿAbd al-ʿAzīz ibn Marwān (en arabe : عَبْدُ ٱلْعَزِيز بِن مَرْوَان ; mort en 705) est membre de la dynastie omeyyade, fils du calife Marwān Ier (r. 684-685) et père du calife ʿUmar II (r. 717-720), gouverneur d'Égypte de 685 à 705. Sa femme Umm Asim Layla bint Asim est la petite fille du second calife Omar ibn al-Khattâb.

## Biographie
ʿAbd al-ʿAzīz est principalement connu pour son mandat de vingt ans comme gouverneur (wali) d'Égypte, de 685 (65 A. H.) à sa mort en 705 (86 A. H.). Il est nommé à ce poste par son père Marwān Ier immédiatement après que les Omeyyades aient repris le contrôle de la province lors de la guerre civile les opposant à Ibn al-Zubayr, et le garde jusqu'à sa mort. Il jouit d'une grande autonomie dans sa gouvernance de l'Égypte, et fait office, de facto, de vice-roi du pays.
Il s'avère être un gouverneur capable et son mandat est une période de paix et de prospérité, marqué par son attitude conciliante et coopérative envers les chefs des colons arabes locaux (les jund) : au cours de son mandat, ʿAbd al-ʿAzīz se repose sur eux plutôt que sur les Syriens, qui sont ailleurs les principaux piliers du régime omeyyade. Il gouverne de Fostat, ne quittant la ville que pour deux visites à la cour califale à Damas et quatre visites à Alexandrie, bien que quand la peste frappe Fostat en 690, il déménage le siège de son gouvernement dans la ville voisine Helwan. ʿAbd al-ʿAzīz supervise également la conquête musulmane d'Afrique du Nord, et nomme d'ailleurs Musa ibn Nusayr à son poste de gouverneur d'Ifriqiya.
Marwān Ier désigne ʿAbd al-ʿAzīz comme son second héritier après son frère aîné ʿAbd Al-Malik (r. 685–705). ʿAbd Al-Malik, cependant, souhaite que son fils, le futur Al-Walīd Ier (r. 705-715) lui succède, et persuade ʿAbd al-ʿAzīz de ne pas protester. Finalement, ʿAbd al-ʿAzīz meurt peu de temps avant ʿAbd Al-Malik.
ʿAbd al-ʿAzīz espère cependant que son propre fils aîné, al-Asbagh (pour qui il a aussi nourrit l'espoir de succession califale) lui succède comme gouverneur d'Égypte, faisant de cette province un apanage héréditaire de sa famille, mais son fils meurt quelques mois avant ʿAbd al-ʿAzīz lui-même. C'est le fils d'ʿAbd Al-Malik, ʿAbdallāh, qui finalement lui succède. Il mène alors une politique qui vise à restaurer le contrôle califal sur la province et, selon Hugh N. Kennedy, de « retirer toute trace de l'administration d'Abd al-Aziz ». Les descendants d'ʿAbd al-ʿAzīz restent tout de même influents dans les affaires égyptiennes jusqu'au début de la période abbasside.